# جويل جارنر
جويل جارنر (16 ديسمبر 1952 في باربادوس - ) (بالإنجليزية: Joel Garner)‏ هو لاعب كريكت باربادوسي. شارك مع منتخب الهند الغربية للكريكت ومنتخب باربادوس الوطني للكريكت. أما مع النوادي، فقد لعب مع فريق جنوب أستراليا للكريكت ‏ ونادي مقاطعة سومرست للكريكت ‏.

## وصلات خارجية
- جويل جارنر على موقع إي آس بي آن كريك إنفو (الإنجليزية)